# アニマックス

2012年5月現在の視聴可能な国

アニマックス（英: ANIMAX）は、AKエンタテインメント傘下の株式会社アニマックスブロードキャスト・ジャパン（英: Animax Broadcast Japan Inc.）が運営するアニメ専門チャンネル。
日本では、アニマックスブロードキャスト・ジャパンが衛星基幹放送事業者としてスカパー!（BSデジタル放送）で放送を行っている他、スカパー!プレミアムサービス、ケーブルテレビ、レオパレス21居住者向けのプロバイダーであるレオネットなどに番組を供給している。かつては移動受信用地上基幹放送事業者としてモバキャスによる放送も行っていた。日本国外では香港、台湾、韓国、東南アジア、欧州でも放送が行われている。
キャッチコピーは、「アニメ見るならアニマックス」。

## 概要
専門チャンネルで国内トップの視聴可能世帯数を誇り、多くのケーブルテレビ局で視聴できる。特に、デジタルケーブルテレビでは99%の世帯に導入されている。『アニマックス』というチャンネル名は、「アニメ」（anime）と「マックス」（max）を掛け合わせたもので、最強のアニメチャンネルを目指すという願を込めたものである。

### 沿革
- 1998年

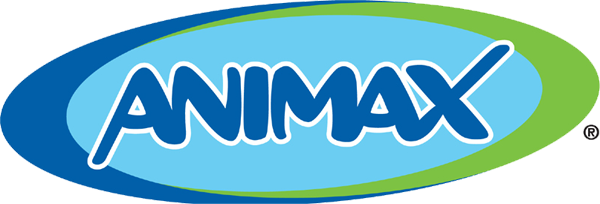
2006年9月までのロゴ

  - 5月20日 - 株式会社アニマックスブロードキャスト・ジャパン設立。
  - 7月1日 - スカイパーフェクTV!（現在のスカパー!プレミアムサービス）のスカイサービスにおいて放送を開始。
- 1999年 - 日本の衛星放送・ケーブルテレビ向け専門チャンネルとしては初めて海外進出。
- 2002年
  - 5月1日 - 「スカイパーフェクTV!2」（現在のスカパー!）にて放送開始。
  - 11月1日 - 「J:COM TV」に導入。
- 2004年
  - 1月 - ANIMAX ASIA 開局。
  - 7月 - ANIMAX INDIA 開局。
- 2005年7月 - ANIMAX LATIN AMERICA 開局。
- 2006年
  - 4月 - ANIMAX KOREA 開局。
  - 8月 - ANIMAX MALAYSIA 開局。
- 2007年
  - 4月1日 - モバHO!で放送開始（2009年3月31日放送終了）。
  - 10月 - 2007年10月15日から28日にかけて行われた機械式視聴率調査（CS放送では初の回）で、全日視聴率トップを獲得。
- 2008年7月 - 視聴料金を630円に値上げ。
- 2009年
  - 3月 - 総務省にBSデジタル放送の新規参入申請を提出し、6月に承認。
  - 7月末 - 視聴可能世帯数が800万世帯を突破。日本の専門チャンネルで800万世帯を超えたのはキッズステーション、スペースシャワーTVに次ぎ3局目。
  - 10月1日 - スカパー!HD、eo光テレビにてハイビジョン放送（チャンネル名は「アニマックスHD」）を開始。
- 2010年1月 - 総加入世帯数調査で視聴可能世帯は約830万世帯となりキッズステーションとスペースシャワーTVを抜きトップとなる[6]。
- 2011年
  - 8月15日 - 総加入世帯数が900万世帯を突破[7]。
  - 10月1日 - 午前0時にスカパー!e2（現：スカパー!）の放送を東経110度CSデジタル放送からBSデジタル放送に移行、チャンネル名を「BSアニマックス」に変更。論理チャンネル枠は「23x」[注 4]。BS236chでHD放送。
- 2013年
  - 10月1日 - スカパー!オンデマンドにて加入者限定サービス「アニマックス PLUS」開始。
  - 12月1日 - 視聴料金を798円に値上げ[8]。
- 2014年5月31日 - スカパー!プレミアムサービス（標準画質）での放送を終了。
- 2015年
  - 3月1日 - 移動受信用地上基幹放送としてモバキャスによる先行放送開始。
  - 3月25日 - 無料AVODモデル動画配信サービス「アニマックス PLUS on PlayStation」をPlayStation 3とPlayStation 4で配信開始。（PlayStation VitaとPlayStation Vita TVは9月1日開始。）
  - 4月1日 - モバキャスによる本放送開始。
- 2016年
  - 6月30日 - モバキャスによる放送終了。
  - 12月1日 - スカパー!プレミアムサービスの衛星一般放送事業者が、スカパー・ブロードキャスティングからスカパー・エンターテイメントに変更。
- 2017年
  - 2月23日 - 三井物産系でアニメ専門チャンネル2位のキッズステーションとの経営統合を発表。それぞれの親会社であるソニー・ピクチャーズ エンタテインメント（SPEJ）と三井物産が共同出資する事業持株会社「株式会社AK Holdings」を同年3月31日に設立し、アニマックスとキッズステーションをその傘下に置き、AK Holdings及びキッズステーションの代表として、SPEJ及びアニマックスの代表である滝山正夫が就任する[9][10][11]。
  - 3月31日 - 株式会社AK Holdingsの傘下に入る。
  - 12月1日 - PlayStation 4向けのアニメ配信サービス「アニマックス on PlayStation」を開始[12]。
- 2018年
  - 4月1日 - BSデジタル放送の「BSアニマックス」が「アニマックス」にチャンネル名を変更。
  - 5月22日 - 同年12月の4K8K本放送開始に伴うBSチャンネル再編により、BS放送における物理チャンネルをBS-7chからBS-13chに移動。
- 2019年
  - 10月1日 - 消費税率引き上げに伴い視聴料金を813円に改定。
- 2021年
  - 1月11日 - BSデジタル放送の割り当てスロットが、16スロットから12スロットに縮減。
  - 5月27日 - この日発行の官報にてSPEJがAK Holdingsを吸収合併すると公告[13]。これにより、アニマックスはSPEJの直接子会社となる。
  - 10月1日 - 東北新社やフジ・メディア・ホールディングスにおける外資規制違反問題を受けて、総務省が全ての放送局を対象に同規制に違反していないか調査した結果、本テレビ局において、一時期外国人による役員就任の規定に違反していたことが判明し、再発防止を求める行政指導を受けた[14][15]。
- 2024年
  - 4月1日 - 家電量販店を展開するノジマのグループ企業であるAXN株式会社傘下のAKエンタテインメント株式会社の子会社、AKメディア株式会社が、これまで主要株主であった株式会社ソニー・ピクチャーズ エンタテインメントから、東映アニメーション、トムス・エンタテインメント、バンダイナムコフィルムワークス、ADKマーケティング・ソリューションズといった他の映像メディア企業の保有株式と合わせ、株式会社アニマックスブロードキャスト・ジャパンの全株式を取得した。これにより、株式会社アニマックスブロードキャスト・ジャパンは、ノジマグループ傘下での運営に移行した[16][17]。これに伴い、2021年に社長を退任した滝山正夫が会長として復帰し、同年6月、代表取締役社長に再度就任した。なお、同社の代表取締役CEOは、ノジマ経営者の野島廣司の長男である野島亮司が務める。
  - 7月19日 - AKメディア株式会社が親会社のAKエンタテインメント株式会社に吸収合併された事に伴い、管理業務をAKエンタテインメント株式会社が継承[18][19]。
  - 10月9日 - BS帯域再編に伴い、BSデジタル放送における物理チャンネルをBS-13chからBS-3chに移動[20][21]。

### チャンネルの特徴
各時代を代表する作品を揃え、昼夜間はファミリー向け、深夜はコアなファン向けのアニメを放送するなど、老若男女幅広い層をターゲットとした編成で、AT-Xとキッズステーションの中間的チャンネル。ファミリー劇場と同様に、放送禁止用語に関しての扱いが厳しい。
株主に日本の代表的なアニメスタジオや広告代理店が名を連ねているため放送番組はこれらの関連作品に加えて、ソニーと並びJスカイB（スカパー!の前身の一つ）のイコールパートナーであったフジテレビの製作作品も多い。ソニーが大株主である毎日放送の製作作品や、幹事局担当のUHFアニメも比較的多く放送されている。また、『名探偵コナン』などといった近年の地上波での人気作品もCSで初放送している。
かつてはサンリオのキャラクターを起用した作品も放送されており、主に『おねがいマイメロディ』シリーズ（衛星放送初放送）や「キティズパラダイスPLUS」が放送されていた。
任天堂原作のアニメは放送されていない。開局当初から2024年までソニーグループがアニマックスの親会社であった影響だと思われる。カートゥーン ネットワークのアニメも同様。

### 放送形態
- 曜日・時間帯により番組枠が設けられており、その時間帯に一番多い視聴者層向けの番組が放送されている。
- アイカツシリーズ等の地上波の本放送時に使用される提供クレジット画面は原則としてカットされる（但し、最終回・一部アニメ作品を除く）[注 11]が、近年では放送されている作品も多い。
- 民放と同様に番組中にはCMが挿入され、常時局のロゴが表示されている（CM中は除く。本編が始まってから5秒後にフェードインし、CMに入る5秒前にフェードアウトする[注 12]。海外では常時表示）。日本では右下に薄く表示されているが、海外では右上に濃く表示されている[注 13]。
  - 2014年12月1日から、12月26日午前0時までクリスマスをイメージしたロゴに変更した際、金色の球体が分裂しロゴに変わるアニメーションが付け足された。
- 2015年9月1日から朝帯（午前6時～9時）のみ左上に時刻が表示されている（但し、祝日・ゴールデンウィーク・年末年始を除く）。
- 番組の開始前には、次の番組を含めた4つの番組と放送時刻の一覧が表示され、その後に放送作品の一部をまとめたアニメーションが挿入される[注 14]。
- 深夜（22時00分から翌朝6時00分まで）の番組を除き、番組の開始前には『テレビを見るときは部屋をあかるくし、離れて見る』ように注意する映像が流れる[注 15]。
- 2012年7月7日から2015年4月まで、毎週土曜22時台をノンスクランブル枠（無料放送枠）とし、そこでは最新作アニメが無料開放される。その第1弾として『アルカナ・ファミリア -La storia della Arcana Famiglia-』・『TARI TARI』の2作品が選定された[23]。また、続く土曜23時台前半もノンスクランブル枠となり、こちらでは自局製作・アスキー・メディアワークス協力のゲーム情報番組「ゲーム★マニアックス」が放送されている[24]。

### 日本国外での編成
- 日本国外では日本国内で放送されたテレビ番組の受け入れ先として、アニメ以外の番組や日本国内ではCS局で放送されていなかった作品[注 16]も放映されることがある[25]。
- 基本的にアジアの各局では、放送時期に違いはあるものの、放送番組はほぼ一致している場合が多い[注 17]。ただし、すでに現地の放送局で放送されている場合、その国でのみ放送されないことがある[注 18]。
- 韓国法人では、放送法上の義務編成比率規定[注 19]が存在するため、韓国製アニメも放送されている。この法律の関係もあって、アニメの放映権には比較的緩いため、トゥーニバースや大元（テウォン）放送など、他アニメ専門チャンネルで過去に放送された作品も積極的に放送している。
  - 日本ではディズニー・チャンネルで放送されている『バンジのにゃむにゃむ日記』は韓国の女児向け絵本[注 20]を原作とし、それらのアニメ版は元々、韓国アニマックスのオリジナル番組として製作されたものである。
- 中央ヨーロッパではA+を買収しアニマックス中央ヨーロッパとして進出。

## 主な番組
※公式サイト内の番組一覧も参照

### 番組枠

#### 現在
- ビッグサンデーズ（日曜 21:00 - 22:00。作品により終了時刻に変動あり）
  - 劇場アニメやOVAなどを放送。2021年現在は、毎月1回先月アニマックスで放送された『名探偵コナン』の一挙放送も行っている。
- サンデースペシャル（日曜 11:00 - 13:00。作品により終了時刻に変動あり）
  - 『ビッグサンデーズ』枠の再放送を行うことが多い。作品により単発で放送することもある。
- サタデーナイトフィーバー（日曜 0:00 - 6:00）
  - 過去にアニマックスで放送された作品や長編アニメなどを中心に一挙放送（2クール作品の場合は2週に分けて放送）。

#### 過去
- 夕方チャンス（月曜 - 金曜 17:00 - 19:00）
  - アニメの帯番組枠。2011年の「ジャンプアニメ3連発」が前身で、2012年より「人気アニメ夕方ドカン！」のタイトルで開始し、2015年9月1日に改題。六時半蔵に代って週替わりから日替わりの過去のアニメ作品を再放送する。男子向け作品で占められている。
  - 『ルパン三世』はデジタルリマスター版で放送している。深夜帯にリピート放送している。
  - キーワードを集めてネットから応募すると応募者と応募者が在籍している学級全員にプレゼントが当たるキャンペーンを行っていた。
- どっぷりハマって3タイトルがガッツリたっぷり2話連続（月曜 - 金曜 21時00分 - 24時00分）
  - 同上。枠名の通り、3番組を2話連続で放送する。
- 六時半蔵（月曜 - 金曜 18:30 - 19:00）
  - 2005年12月1日から2011年6月30日までに6年間放送をしていた。キッズステーションも同じ時間帯に似たような枠があったが、2011年5月からは週変わり放送から日変わり放送に変わった。対象年齢がやや上。
- GEKKIN7（月曜 - 金曜 19:00 - 19:30）
  - 2008年5月より開始。この枠が設立されるまでは、前日の『MEGA ZONE』の作品を再放送していた。『MEGA ZONE』の一部の作品の放送時間を移動して放送している。『六時半蔵』より多少高い対象年齢。週刊少年ジャンプ、週刊少年サンデーの作品が主である。2011年7月1日からは『六時半蔵』の枠のアニメが30分繰り下がってこの枠に移行し、それまでの放送時間枠のアニメも第2枠に繰り下げとなり、『GEKKIN7』は1時間放送となっている。2011年9月時点では『GEKKIN7』枠としてのアナウンスはされていない。
- MEGA ZONE（月曜 - 金曜 22:00 - 23:30）
  - 『LEVEL22』の旧称と言える枠である。22:00 - 22:30までは週刊少年ジャンプや週刊少年サンデーなどで連載されている漫画原作が主で、22:30 - 23:30までは深夜アニメやUHFアニメ、アニマックスオリジナルアニメなどを主に放送。22:00 - 22:30に放送されたものと22:30 - 23:30に放送されたものでは翌日のリピート放送時間が違う。2007年10月15日以降は、この枠の番組中のCM明けに独自のロゴが右上に数秒間表示されていた。
- LEVEL22（月曜 - 金曜 22:00 - 23:30）
  - 2008年5月より、『MEGA ZONE』に代わって開始した。『MEGA ZONE』で放送されていた作品が、時間帯を変えて放送されている。22:00 - 22:30には深夜アニメ（UHFアニメを含む）の放送を行っている。22時30分 - 23時00分には、当日の『GEKKIN7』枠後半（19:30 - 20:00）で放送されたアニメを再放送している。2011年7月27日をもって、翌日14時00分の再放送が終わった。2011年9月時点では『LEVEL22』枠としてのアナウンスはされていない。
- BLACK ANIMAX（2008年12月 - 2009年1月）
  - 内容がダーク・グロテスクなアニメ5作品のまとめた名称。放送枠はそれぞれ違う。この名称は2009年1月から使用されていない。ただし、ゴールデンウィーク・夏休み（長時間マラソン放送編成を含む）・年末年始などにおける1週間の特別編成が実施される場合には、上記の番組枠はほとんど休止となった。
- 昼アニ（月曜 - 金曜 11:00 - 12:00、12:30 - 13:30）
  - 2009年1月より開始。女性向けのアニメ作品を放送する。12:00 - 12:30は少年向けの作品なので含まれない（ただし、本枠のアニメの中で少年誌が原作の作品もある）。
- nicktime（月曜 - 金曜 9:00 - 9:30）
  - ニコロデオン製作枠。
- 3時できゅん！（月曜 - 金曜 15:00 - 16:00）
  - アニメの帯番組枠。女性向け作品を放送。
- ミッドナイトシアター（日曜 0:00 - 2:00〈土曜深夜〉）
  - 『ビッグサンデーズ』や翌日に放送される「サンスペ〜SUNDAY SPECIAL〜」と同等の内容。
- HAPPY SUNDAYS 〜ハッピーサンデーズ〜（日曜 7:30 - 9:30）
  - 2000年頃より開始。その前は、後述の『ビッグサンデーズ』枠で放送された子供向け・ファミリー向けの作品を再放送していた。初期は4作品を2作品2話連続放送でローテーションしていたが、後に4作品を1話ずつ放送していた。
  - ちゃおタイム(月曜 -金曜  8:00 -14:00)
- りぼんタイム（月曜 - 金曜 13:00 - 14:00）
  - 漫画雑誌「りぼん」の創刊60周年を記念し連載作品のアニメを放送する。

### 製作参加作品
- アニマックス大賞（詳しくは後述）
- 愛してるぜベイベ★★
- IDOLY PRIDE
- あかねさす少女（読売テレビと共同で参加）
- ウルトラマニアック
- オフサイド
- 学戦都市アスタリスク（朝日放送と共同で参加）
- 神様家族
- さくら荘のペットな彼女（毎日放送と共同で参加。後に日テレプラスでも放送）
- さらざんまい（フジテレビと共同で参加）
- 聖闘士星矢 セインティア翔
- 超次元ゲイム ネプテューヌ THE ANIMATION（後にAT-Xでも放送）
- つぐもも（第1期のみ。同上）
- DAYS（TOKYO MX、毎日放送、BS11と共同で参加）
- ドッとKONIちゃん
- ドラゴン、家を買う。
- 凪のあすから（後にAT-Xでも放送）
- 2.43 清陰高校男子バレー部（フジテレビと共同で参加）
- バクテン!!（同上）
- ハングリーハート WILD STRIKER（同上）
- 富豪刑事 Balance:UNLIMITED（同上）
- よふかしのうた（同上）
- ホイッスル！
- まおゆう魔王勇者
- ムヒョとロージーの魔法律相談事務所 シリーズ
- 群れなせ！シートン学園（TOKYO MXと共同で参加）
- 笑ゥせぇるすまんNEW（同上）

### 製作協力として参加した作品
- アイアンマン
- アストロボーイ・鉄腕アトム（フジテレビ製作）
- ウルヴァリン
- ウルトラヴァイオレット:コード044
- Aチャンネル（毎日放送製作、宣伝協力。OVA『+smile』には不参加。後にAT-Xでも放送）
- X-MEN
- かいけつゾロリ（第1期のみ。メ〜テレ製作、後にディズニーXDでも放送）
- カッパの飼い方
- 機動新撰組 萌えよ剣（OVA版のみ）
- 吟遊黙示録マイネリーベ（第2期『wieder』も含む。後にAT-Xでも放送）
- 銀牙伝説WEED
- 黒塚 KUROZUKA
- 地獄少女 シリーズ（第1・3期では毎日放送、第2期では加えて中部日本放送と共同で企画協力として参加。第3期はTOKYO MX製作。後にAT-X・ファミリー劇場でも放送）
- ジパング（TBS製作）
- 獣装機攻ダンクーガノヴァ
- 新ゲッターロボ
- 戦場のヴァルキュリア
- 黄昏乙女×アムネジア（第2話より協力として参加）
- 戦う司書 The Book of Bantorra
- 東京魔人學園剣風帖 龖 シリーズ
- VIPER'S CREED
- ブレイド
- ペルソナ 〜トリニティ・ソウル〜
- ルー=ガルー（宣伝協力）

### 独占放送の作品
- アイアンマン
- 愛してるぜベイベ★★（後にディズニー・チャンネルでも放送）
- ウルヴァリン
- ウルトラマニアック
- X-MEN
- オフサイド
- 神様家族（後にテレビ神奈川・BS11でも放送）
- 新あたしンち（後にキッズステーションでも放送）
- タマ&フレンズ 探せ！魔法のプニプニストーン（後にTOKYO MX・サンテレビでも放送）
- 東京魔人學園剣風帖 龖 シリーズ（後にAT-Xでも放送）
- Hi☆sCoool! セハガール（後にTOKYO MXでも放送）
- ブーンドックス
- ブレイド
- 妖怪人間ベム（2006年版。後にTOKYO MXでも放送）
- リングにかけろ1 世界大会編

### オリジナル番組
- アキハバラ情報局
- GATV（一時期テレビ大阪でも放送されていた）
- pam!TV（『avex modeアニメアワー』内で放送）
- 創ったヒト
- STUDIO MUSIX
- おまかせ！アニマックスNAVI
- ゲーム★マニアックス
- ボイススイッチ
- アニカル部！
- ようこそ妄想営業部へ　※アニマックスプレミアムVOD

### 長時間特別番組
テーマに沿ったアニメ作品の一挙放送や厳選されたベストエピソードを中心とした24時間を越えるマラソン放送企画が放送されることがある。下記のアニマックス大賞の発表や、受賞作品の放送も同時に行われる。2008年は、例年の夏ではなく秋に行われた。
| 年     | 企画名                                                        | 形態     | 備考                                               |
| ------ | ------------------------------------------------------------- | -------- | -------------------------------------------------- |
| 1998年 | ガンダム33時間マラソン                                        | マラソン |                                                    |
| 1999年 | 装甲騎兵ボトムズ40時間ノンストップマラソン                    | マラソン |                                                    |
| 2000年 | 日本のアニメベスト100                                         | マラソン | 1位は『機動戦士ガンダム』                          |
| 2001年 | サンクス！サンライズ！                                        | マラソン |                                                    |
| 2002年 | 東映アニメヒーロー大集合                                      | マラソン |                                                    |
| 2003年 | 行け！行け！東京ムービー                                      | マラソン |                                                    |
| 2004年 | ロボドリーム2004                                              | マラソン |                                                    |
| 2005年 | 熱闘！アニメバトル2005                                        | マラソン |                                                    |
| 2006年 | ぶっちぎり36時間！きみも東映アニメ王                          | マラソン | 公開声優オーディション開催                         |
| 2007年 | 歌って歌って24時間！みんなのアニソンベスト500                 | マラソン | 第1回全日本アニソングランプリ 決勝大会放送         |
| 2008年 | テレビアニメ45年史 なんでアニメは面白い!?                     | 分割放送 | アニマックス開局10周年記念                         |
| 2009年 | アニメがニッポンを元気にする                                  | マラソン | ANIMAX MUSIXダイジェスト版放送                     |
| 2010年 | ボイスパワー2010 〜あなたに響け！あの声、あの歌、あのセリフ〜 | マラソン |                                                    |
| 2013年 | TVアニメ50年の金字塔                                          | 分割放送 | アニマックス開局15周年記念                         |
| 2014年 | TMSアニメ50年のDNA                                            | マラソン | トムス・エンタテインメントアニメ制作50周年記念特番 |
| 2016年 | 栄光の60年！勝利の方程式                                      | マラソン | 東映アニメーション創立60周年記念特番               |
| 2018年 | アニマックス開局20周年×週刊少年ジャンプ50周年                 | 分割放送 | 7月に特別番組4本 ジャンプ作品を集中放送            |

## アニマックス大賞
2002年から、『明日のアニメ界で活躍する人材の発掘』を主旨として開催されている。毎年変わるテーマにそったアニメにふさわしいシナリオを募集し、一流のスタッフとスタジオによってアニメ化される。2007年開催の第6回ではシナリオ以外の小説、コミックの募集と同時に韓国・香港・フィリピン・台湾・タイ・マレーシア・シンガポール・インドネシア・インドのアジア10か国と地域からの募集も行った。2008年開催の第7回は、従来のシナリオのみの募集となっている。
現在は開催していないが、2015年に少年ジャンプ+と共同で「アニメシナリオ大賞」を開催している。

### スーパークマさん
第1回の大賞受賞作品。テーマは「アクション・ヒーロー」。
太鼓とバチを持った大きなクマのぬいぐるみ、スーパークマさん。普段は子供達が集まるワンダーランドでピエロと一緒に楽しい芸で毎日子供達を楽しませているが、子供達のピンチの時には助けに駆けつける子供達のヒーローであった。ある日ワンダーランドに賊が出現し子供達を襲撃する。そこへスーパークマさんの出番を奪って可憐なバレリーナ人形のスーパードールが賊たちを退治した。
- スタッフ
  - 原作 - 谷大将
  - 監督 - 貝澤幸男
  - キャラクターデザイン - 吉田大輔
- 声の出演
  - 松野太紀ほか
- 制作 - 東映アニメーション

### アズサ、お手伝いします!
第2回の大賞受賞作品。テーマは「21世紀のスポ根」。
野球部にロボットを使ってもよい。そんなルールができた頃、連敗続きと部員不足で廃部寸前のひなびた野球部は、部の存続をかけロボットを購入することを決意したが、強力なロボットには手が出せず、安く手に入れたメイドロボット「アズサ」しか購入できなかった。それでも、部員になれないよりましと特訓させる。
- スタッフ
  - 原作 - 川邊優子
  - 監督 - 亀垣一
  - キャラクターデザイン - 平塚知哉
  - メカニックデザイン - キムヒロミチ
- 声の出演
  - アズサ - 能登麻美子
  - 春巻春平：泰勇気
  - 春巻仙三：緒方賢一
  - 殿村匠：伊藤健太郎
  - 花島わたる：岸尾大輔
  - 結城みずほ：小島幸子
  - 山田一郎：吉野裕行
  - 堂島嵐：青木誠
  - 田辺努：下和田裕貴
  - 筒井監督：浦山迅
  - 住職：山野史人
  - 中里あきら：上田陽司
  - スーパーアズサ：杏さゆり
- 主題歌 オープニングテーマ「心のテープ」 歌 - 麻衣夢
- 制作：東京ムービー

### ほとり〜たださいわいを希う。〜
第3回の大賞受賞作品。テーマは「ロボット」。
とある病院に入院している少年スズは小倉涼の記憶をデータとして取り出した人格素子を移植されたロボットであった。スズは故人となった涼の身代わりとして生み出され、記憶の定着のために入院していた。ある日、スズは入院している清水ほとりという少女と出会う。ほとりは徐々に記憶を失いながら死に至る病気を発症していた。
- スタッフ
  - 原作 - 宮崎麻耶
  - 監督 - 安濃高志
  - キャラクター原案 - 山下信一
  - クリエイティブプロデューサー - 高橋良輔
- 声の出演
  - 白石涼子ほか
  - 制作 - サンライズ

### リリとカエルと（弟）
第4回の大賞受賞作品。テーマは「冒険アクション」。2006年に集英社のりぼん夏の増刊号で漫画化もされた。
父母と一緒に遊園地に遊びに来たリリはフロッグ城にて勇者の剣を抜きいて大蛇を倒し、異空間のフロッグランドへ迷い込む。リリの前に現れたカエル王は卵が孵りカエルになる前に希望の扉を開ければ願いが叶い、開けなければリリをカエルにしてしまうと言い出した。さらに上空から将来リリの弟として生まれるというスーツ姿の近藤と名乗る男が降ってきた。姉と弟はカエル王に与えられた様々な試練を乗り越えていく。 
- スタッフ
  - 原作 - 吉成郁子（原題は「リリと三つの袋と（弟）」）
  - 監督 - 門由利子
  - キャラクターデザイン - 小松こずえ
- 声の出演
  - 西村ちなみほか
- 制作 - 東映アニメーション

### ゆめだまや奇談
第5回の大賞受賞作品。テーマは「あなたがアニメにしたいストーリー」。
なほは父と弟のジュンとの三人暮らし。母はすでに亡くなり家ではなほがジュンの面倒をみていた。年頃ゆえ友達と遊びたいなほだが弟の存在でうまくいかず苛立つ毎日を送っていた。ある日、なほの目の前に「ゆめだま屋のコタロー」と名乗る優男が現れる。コタローはなほを夢の世界へと案内するが、気がつくとなほはジュンの夢の中へ迷い込んでいた。
- スタッフ
  - 原作 - 月野あかり
  - 監督 - 川崎逸朗
  - キャラクター原案 - 高橋葉介
  - キャラクターデザイン - 中村章子
- 声の出演
  - 井口裕香、中尾隆聖ほか
- 制作 - Production I.G

### タカネの自転車
第6回の大賞受賞作品。テーマは「わたしがアニメにしたいストーリー」。
全国模試100位以内に入ればマウンテンバイクが買ってもらえる。母親と約束したタカネだったが結果は112位だった。どうしてもマウンテンバイクが必要だったタカネは成績表を破り捨てて100位以内だったと嘘を言ってしまう。しかし、本当のこと知った妹に嘘つき呼ばわりされ、更に「いなり屋」のヨヨギという男が成績表を拾っていた。その男は順位を92位にしてタカネに返してくれるという。
- スタッフ
  - 原作 - タカマガハヤト
  - 監督 - 池田成
  - 作画監督・キャラクターデザイン - 神村幸子
  - 音響監督 - 小林克良
- 声の出演
  - 坂本真綾、折笠富美子、石田彰ほか
- 制作 - A-1 Pictures

### 書家
第7回の大賞受賞作品。テーマは「アクション」。
- スタッフ
  - 原作 - 西道賢二
  - 監督・絵コンテ：山田誠
  - キャラクターデザイン - 小島大和
  - 美術監督 - 伊藤弘
  - 音楽 - 川井憲次
- 声の出演
  - 中尾明慶ほか
- アニメーション制作 - Production I.G

## ナレーション
番宣などのCMナレーションには今までに6人の男女声優が起用されており、作品や告知などの内容の性格の違いによって使い分けている。
- 男性
  - 岡野浩介
  - 駒田航（2017年末より。男の子向けアニメ、一部のCMのみ）
  - 三宅貴大（駒田航の代理として、男の子向けアニメ、一部のCMのみ）
  - KJ（ANIMAX MUSIXのみ、なお番宣は岡野浩介）
- 女性 
  - 田村ゆかり[27]
  - 田中あいみ（2021年5月より。女の子向けアニメ、一部の深夜アニメ（グラゼニ、神達に拾われた男、風が強く吹いている、はたらく細胞BLACK、ガールズ&パンツァー、異世界でチート能力を手にした俺は、現実世界をも無双する 〜レベルアップは人生を変えた〜、俺だけレベルアップな件、アンデッドアンラック、ぼっち・ざ・ろっく!、SAKAMOTO DAYS等のCMのみ）
  - 矢作紗友里（2007年10月～2008年まで）

## その他

### 放映権のねじれ現象
アニマックスでは多数の人気作品を放映している。それ故に多岐にわたる作品によっては他の放送局と放映権でねじれ現象が発生している作品もある。ねじれ現象が起こっている主な作品は次の通り。
名探偵コナン　
- アニマックス - テレビ通常版・スペシャル版
- キッズステーション（以下キッズ） - 劇場版
- 日テレプラス - 劇場版・テレビ通常版（放送初期）、ドラマスペシャル版

『ルパン三世』シリーズ
- アニマックス - 第1シリーズ、第2シリーズ（2012年からHDリマスター版として放映）、『LUPIN the Third -峰不二子という女-』、PartIII、LUPIN ZERO[注 21]
  - まれに劇場版・TVスペシャル版も放映することがある。
- キッズ - 第1シリーズ、PartIII、PartⅣ、TVスペシャル版（金曜ロードショー〈地上波では日本テレビ〉放映分）
- 日テレプラス - TVスペシャル版、OVA版、ルパン三世（2015年TVシリーズ）

『NARUTO -ナルト-』シリーズ
- アニマックス - 劇場版、テレビ第1期（HDリマスター版として放映）、テレビ第3期『BORUTO』
- キッズ - テレビ第2期『疾風伝』

『Dr.スランプ』シリーズ
- アニマックス - Dr.スランプ アラレちゃん（テレビ通常版、TVスペシャル）
- キッズ - ドクタースランプ[注 22]
- ファミリー劇場 - 劇場版シリーズ

ゲゲゲの鬼太郎
- アニマックス - テレビ5作、テレビ6作、劇場版
- キッズ - テレビ5作、テレビ6作、劇場版

ONE PIECE
- アニマックス - 劇場版
- 東映チャンネル - 劇場版
- フジテレビTWO - テレビ通常版
- キッズ - 劇場版
- カートゥーン ネットワーク - 劇場版

BLEACH
- アニマックス - 劇場版、テレビ通常版（千年血戦編）
- キッズ - テレビ通常版

銀魂
- アニマックス - 劇場版
- キッズ　- テレビ通常版、劇場版

『アイカツ!』シリーズ
- アニマックス -　テレビ1部、テレビ2部『アイカツスターズ!』[注 23]
- キッズ - テレビ5部『アイカツプラネット!』、劇場版

それ以外にもCS局で先に放送された番組を遅れて本局で放送する例が増えている（特にテレビ東京製作の作品の一部。この場合は、ほとんどがAT-Xで初放送となっている）。

### 日本国外での展開

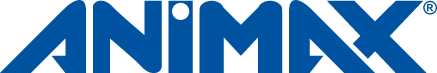
国外で使用されたロゴ

台湾では同じ番組を日本語オリジナル版および中国語吹き替え版の両方を、それぞれ別々の時間帯に放送している（ただし、何れか一方しか放送しない番組もある）。また同じソニー・ピクチャーズ系列のAXNで、一部のアニメ作品を再放送している。この他、香港では一部の番組で2か国語放送を行っている。
日本より厳しい番組レイティングが行われている韓国や台湾では、番組開始前に等級表示を行っている。台湾では、本局の進出前に一時期ソニーが出資していた「超視」（Super TV）内で、一部の番組が放送されていた（ロゴなども本局のものを使用していた）。
以前は日本と同じロゴが使われていたが、2010年5月3日より、アニマックスアジア各局（韓国除く）、ブラジル、ポルトガル、ドイツ、中南米各局でロゴが変更された。しかし、一部の国を除き、再び元の日本と同じロゴに再度変更されている。またブラジルを含む中南米各局は2011年5月から「Sony Spin」にチャンネル名が変更となり、アニメは深夜のみの放送となった。

### その他
- 開局時のブランディングは、映像作家の越智敏郎を中心に音楽専門チャンネルのスペースシャワーTVとChannel [V]（香港）のスタッフが担当した[28]。
- ジャンクションは開局から何度か変更されており、現在のものは2016年7月から使用されている。
- 開局当初は同じグループのAXNも含めて本社のあるニューピア竹芝ビルよりソニーPCLに委託して送出が行われていたが、現在はスカパー!に委託されている。
- ポッカサッポロフード&ビバレッジ[27]、東京靴流通センター・The Shoes、日清食品などの本局限定で放送されているCMがある。その他、P&GやマクドナルドなどのCMもよく放送されている。また加入者数の多いチャンネルであることから、他局の宣伝CMもよく放送される。

現在はゲオ、P&G、スパリゾートハワイアンズ、バンダイ（ポケモンクレーンゲームチャレンジのみ）、ファミリーマート、ハリボー、コカ・コーラ、スタジオアリスがCMもよく放送される。
- 1999年秋にはスカパー!の363チャンネルにおいて、AXNとの混合編成を取る「アニマ」の試験放送を行った。これはスカイサービスの受信が出来ないスカパー!専用チューナーの所有者を対象として行われたものである。しかし数週間で放送は終了し、現在に至るまで特にその後の動きはない。
- BS11の『ANIME+』枠では、開局間もない頃の土曜23時台に放送されている番組のうち本局でも放送されている作品では番組の開始と終了時に本局のロゴのアニメーション映像が流れ、放送中には右上のBS11のロゴに加え右下には本局のロゴが表示されていた[注 26]（作品の番宣CMでも同様。また、本局の携帯サイト「ANIME MAX」などの関連CMも放送された）。この放送については、『ANIMAX、BS11に進出!』と宣伝されていた（「BS11で無料先行放送」という位置付けである）。
- 2008年7月1日より2010年3月末まで、オンラインショップ「アニマックスショップ」の運営をJ SPORTSを運営するジェイ・スポーツ・ブロードキャスティングに委託していた。
- 時折、チャンネル初出作品（本放送）が週替わりで放送されている期間中でも「プレイバック」として日替わり放送することがあり、「プレイバック」の話数が本放送に追いついた場合は、その放送終了後「プレイバック放送のお知らせ・作品名次回（第○話）放送日時」の表示と「○○（作品名）のプレイバック放送は本日で終了させていただきます。第○話以降はご覧の時間でお楽しみ下さい」というナレーションが挿入される｡
- 東京・原宿、大阪・日本橋にてコンセプトカフェ「アニマックスCAFE」を展開している（運営は株式会社ユニットコム）。